# 화계초등학교 대룡분교
화계초등학교 대룡분교는 대한민국 강원특별자치도 홍천군 북방면 북방리에 있었던 공립 초등학교이다.

## 학교 연혁
- 1939년 12월 5일: 북방공립심상소학교 대룡간이학교 설립인가
- 1944년 4월 1일: 영신분실 인가
- 1953년 6월 22일: 영신국민학교 분리
- 1973년 7월 1일: 춘성군에서 홍천군으로 편입
- 1992년 3월 1일: 성동국민학교 대룡분교장으로 편입
- 1996년 3월 1일: 성동초등학교 대룡분교로 개칭
- 1999년 9월 1일: 화계초등학교로 이관
- 2025년 3월 1일: 폐교 및 화계초등학교 통합[2], 86년만에 폐교

## 참고 자료
- 화계초등학교대룡분교장 - 한국교육학술정보원 학교알리미